# Betriebsleitung
Die Betriebsleitung (bzw. der Betriebsleiter oder die Betriebsführung) ist die oberste technische Leitung eines Betriebes. 

## Allgemeines
Sie gehört meist zur zweiten Hierarchieebene eines Unternehmens und ist der Unternehmensführung unterstellt. Da ein Unternehmen aus mehreren Betrieben bestehen kann, können einer Unternehmensführung auch mehrere Betriebsleitungen unterstellt sein. Die Betriebsleitung ist eine Funktion, der Betriebsleiter die zugehörige Stelle im Unternehmen. Während die Betriebsleitung für die technische Leitung zuständig ist, übernimmt die Unternehmensführung die Gesamtleitung über ein Unternehmen. Synonym für die Betriebsleitung ist die Werk(s)leitung.

## Aufgaben
Der Betriebsleiter übernimmt als Führungskraft die Personalführung nebst Kontrolle der ihm unterstellten Mitarbeiter. Zu seinem Aufgabenbereich gehören zudem die Arbeitsvorbereitung, die Organisation des Arbeitsablaufs, die Ablaufplanung und die Überwachung der seinem Bereich zugeteilten Arbeitsmittel und Produktionsmittel. Außerdem übernimmt er die Überwachung des Arbeits- und Produktionsprozesses, des Arbeitsschutzes und der Arbeitssicherheit.

## Rechtsfragen
Die Mustersatzung für Eigenbetriebe in NRW erweitert den Aufgabenkreis der Betriebsleitung in § 3 auf die wirtschaftliche Führung der Stadt- und Gemeindewerke, so dass der Betriebsleiter die „Sorgfalt eines ordentlichen und gewissenhaften Geschäftsleiters“ anzuwenden hat. Hierdurch übernimmt der Betriebsleiter die Funktion der Unternehmensführung.
Nach § 7 Abs. 1 HwO wird als Inhaber eines Betriebs eines zulassungspflichtigen Handwerks eine natürliche oder juristische Person oder eine Personengesellschaft in die Handwerksrolle eingetragen, wenn der Betriebsleiter die Voraussetzungen für die Eintragung in die Handwerksrolle mit dem zu betreibenden Handwerk erfüllt. Ein Betriebsleiter muss den Handwerksbetrieb in seiner fachlich-technischen Ausgestaltung bestimmen und insoweit Verantwortung tragen. Diesem Urteil zufolge soll der Betriebsleiter einer juristischen Person wie ein das Handwerk selbständig betreibender Handwerksmeister die handwerklichen Tätigkeiten leiten und dafür sorgen, dass diese Tätigkeiten "meisterhaft" ausgeführt werden.

## Verantwortung
Der Betriebsleiter ist verantwortlich für die technische Seite des operativen Geschäfts. Er ist zudem verantwortlich für die sorgfältige Personalauswahl, Anleitung und Schulung der Arbeiter. Seine Verantwortung kann nachträglich an der Erfüllung der Unternehmensziele durch seinen Bereich gemessen werden. Ist das Unternehmen nicht räumlich in mehrere Betriebe unterteilt, können seine Aufgaben und Kompetenzen mit denen eines Chief Operating Officers gleichgesetzt werden.